# 道後温泉

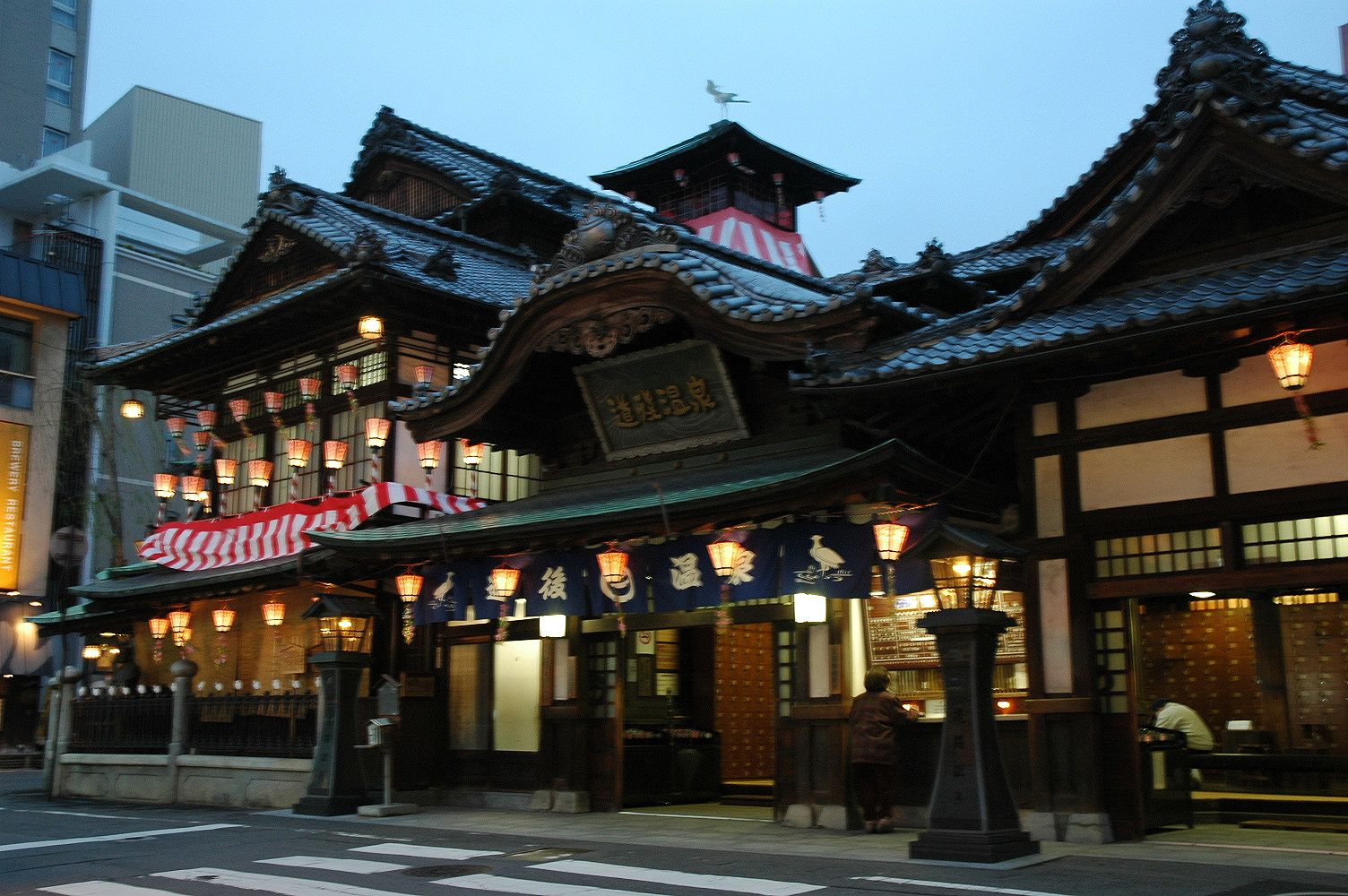
道後温泉本館の夜景（2005年3月28日撮影）

道後温泉（どうごおんせん）は、四国・愛媛県松山市（旧国伊予国）に湧出する温泉である。日本三古湯の一つといわれる。
その存在は古代から知られ、万葉集巻一にも見える。なおかつてはこの周辺が温泉郡（おんせんぐん）（湯郡）と呼ばれていたが、これはこの温泉にちなむ地名である。
夏目漱石の小説『坊つちやん』（1905年）にも描かれ、愛媛県の代表的な観光地となっている。2007年8月に地域団体商標（地域ブランド）として認定された（申請者は道後温泉旅館協同組合、登録商標第5071495号）。

## 泉質
単純温泉。源泉温度42 - 51度（これらを混合して46度で供給している）。地熱由来の非火山型の温泉である。2000年代には全国的に源泉かけ流しの温泉でも塩素消毒が行われる例が増え、道後温泉本館でも県条例による塩素殺菌が論議を呼んだ。

### 効能
神経痛、リウマチ・胃腸病・皮膚病・痛風・貧血
※ 効能は万人にその効果を保証するものではない。

## 温泉街
道後温泉街はその中央にある道後温泉本館を中心としている。本館自体が観光施設であるが商店街なども観光客で賑わう。
温泉本館前から、市内電車の道後温泉駅まで、L字型に道後商店街があり、土産物店や飲食店などが軒を連ねている。L字の角のところに、椿の湯がある。こちらも共同浴場であるが、料金も本館より安く、地元の人の利用が多い。
市内電車の道後温泉駅前には、放生園という小公園があり、坊っちゃんからくり時計、足湯、湯釜などがある。駅前広場には夜間は坊っちゃん列車の機関車と客車が留め置かれ、ライトアップされている。従来は道後温泉街には昼間の楽しみが少ないと指摘されていたが、放生園に足湯ができて、楽しみが増えた。足湯は湯釜を取り囲む形でベンチが作られ、腰を下ろして足を温泉に浸け、歩き疲れを取ることができる。なお、放生園の隣、商店街の入り口には（財）松山観光コンベンション協会の観光案内所と道後温泉旅館協同組合の事務所がある。
温泉本館の北から東にかけてがホテル旅館街となっている。これらの旅館群は高度成長期により広い土地を求め当地に進出したものが多く規模の大きいものが多い。戦前まで主要な旅館街であった道後商店街付近の旅館はほぼすべてが現在では営業しておらず跡地には現在は土産物店が立ち並ぶ。足湯・手湯が置かれ、無料で利用できるホテル・旅館がある。
周辺にも、道後公園、湯築城跡、湯神社、伊佐爾波神社、宝厳寺、にきたつの道、セキ美術館、松山市立子規記念博物館などの見所が多数あり、一帯が観光名所を形成している。
松山市が推進している「坂の上の雲」関連では、秋山家の墓が鷺谷墓地にある。
道後温泉周辺は人力車での移動も可能なため、本館前には人力車の駐車スペースがある。

### 共同湯
現在、道後温泉には3つの共同湯（外湯）がある。
- 道後温泉本館 -松山市営。 観光客の利用も多いが、松山市に居住する65歳以上は200円85歳以上は無料で入浴できるため地元客も少なくない。皇族専用の浴室である又新殿もある。入浴料（神の湯）410円。改修工事により浴場面積が大幅に小さくなったため非常に混雑し、順番待ちの行列ができることも多い。
- 椿の湯 - 松山市営で地元客の利用が中心。入浴料400円ロッカー代10円。2018年に休館し改修工事を行い、内外装のリニューアルとともに浴場の水深が浅くなった。
- 道後温泉別館 飛鳥乃温泉（あすかのゆ） - 松山市営。聖徳太子らの来湯伝承にちなんで、飛鳥時代をイメージしたデザインとした。入浴料600円。高齢者の割引がなく入館料が高いため地元客が少なく混雑も少ないために、ゆっくりと入浴できる。

上述の外湯3湯いずれも公営の公衆浴場であるため全国的に珍しく公式に入れ墨を持つ者の入浴を認めている。

### ギャラリー

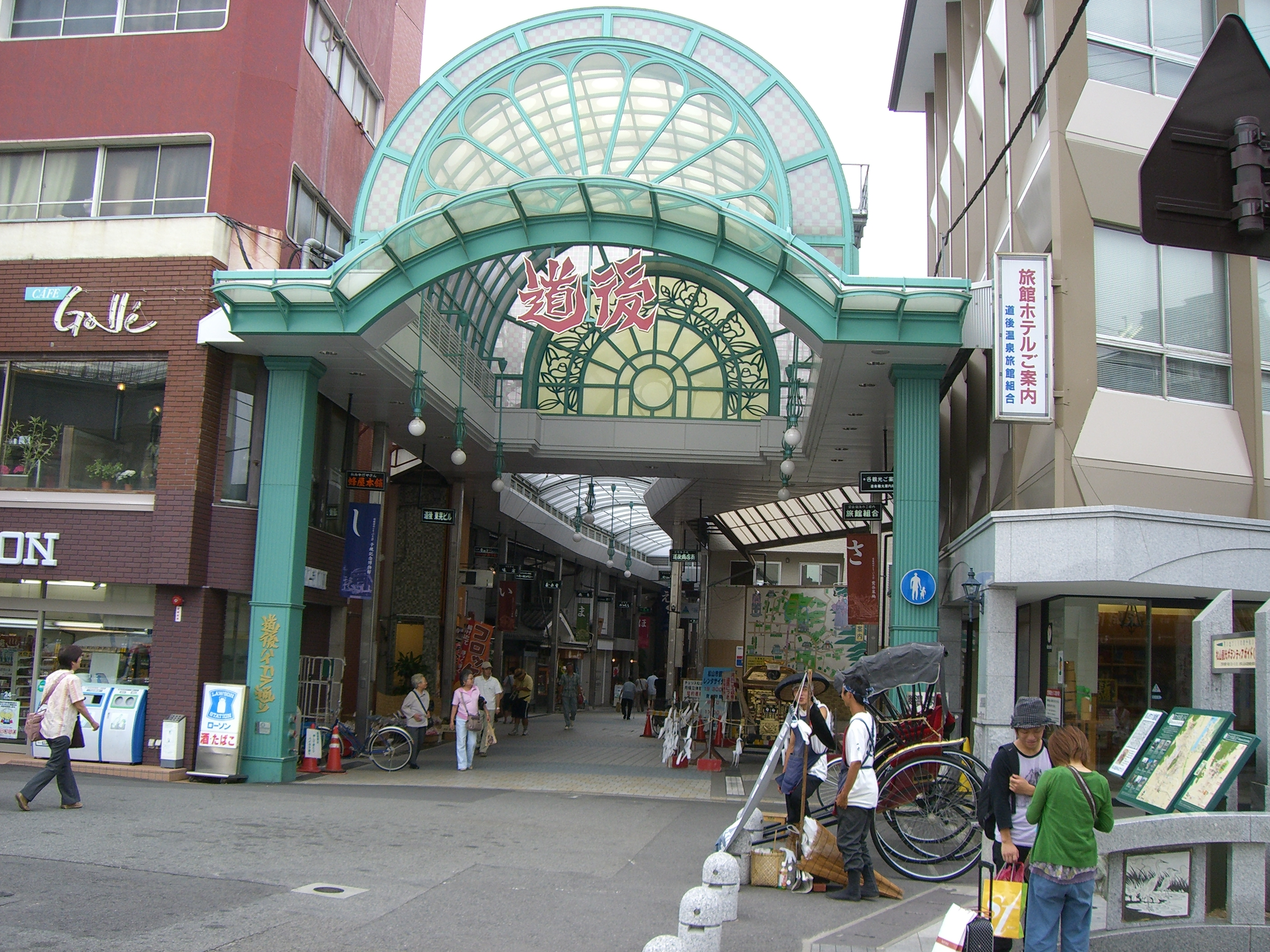
道後商店街入口
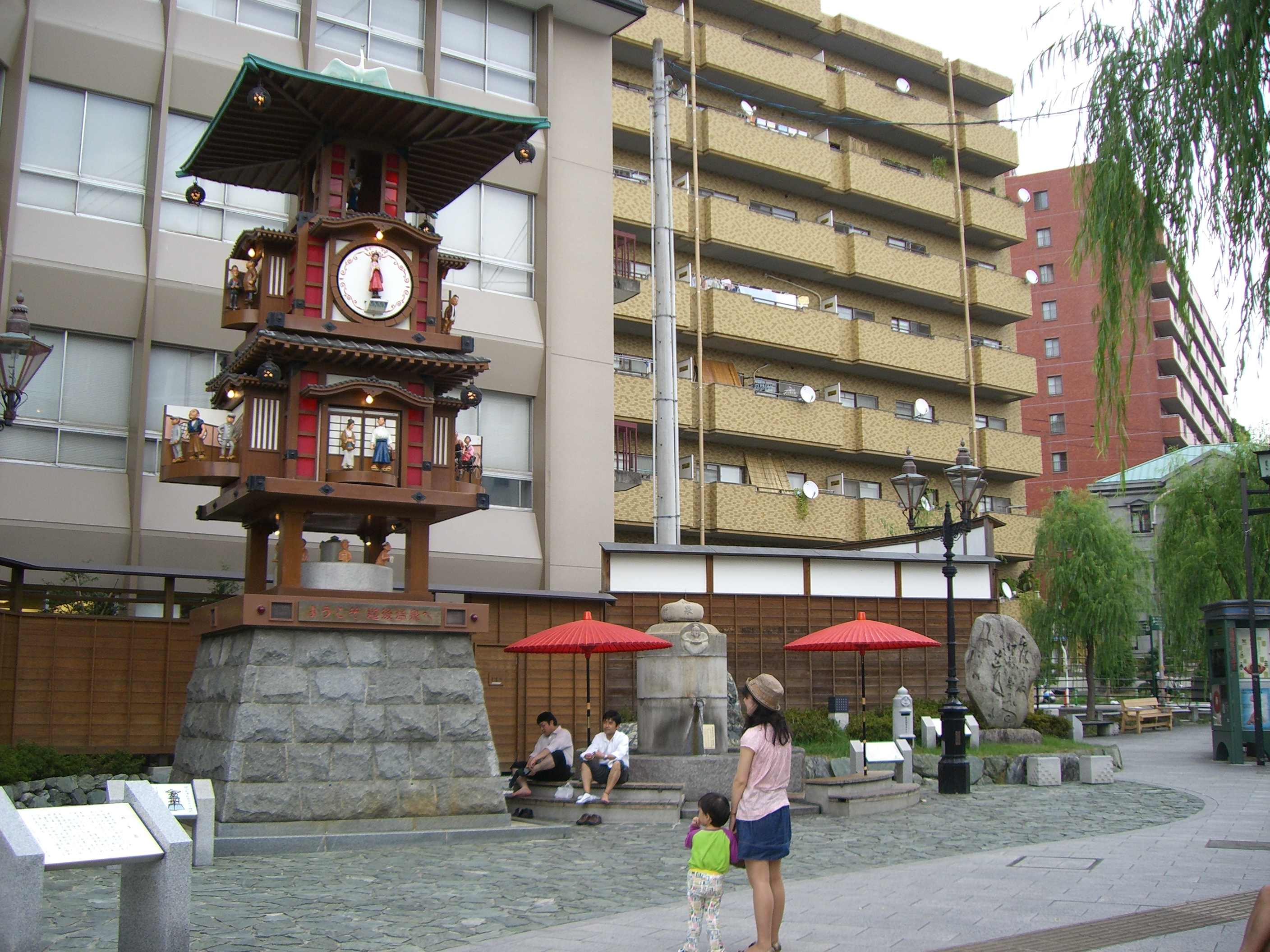
道後温泉駅前にある放生園
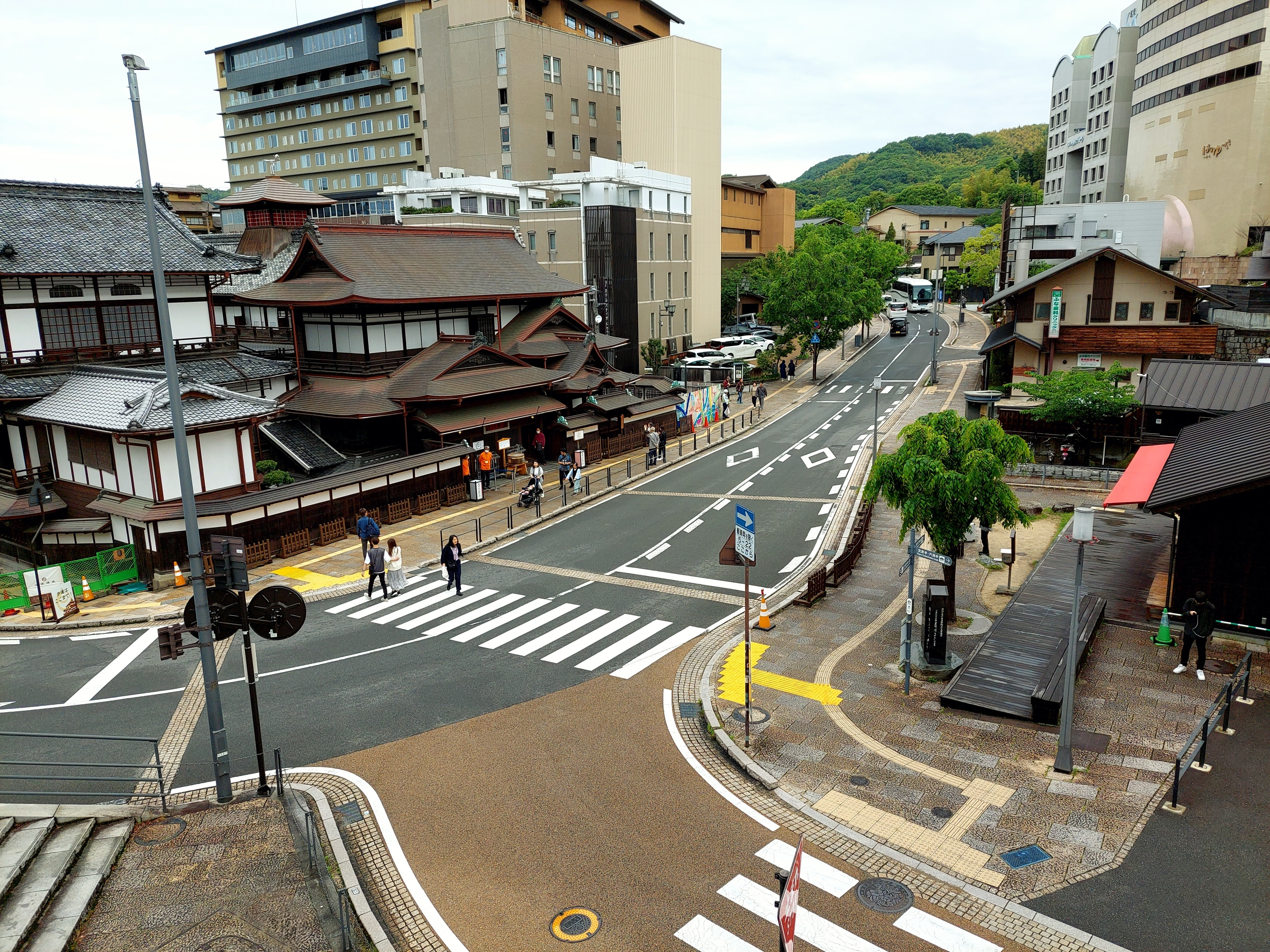
温泉街
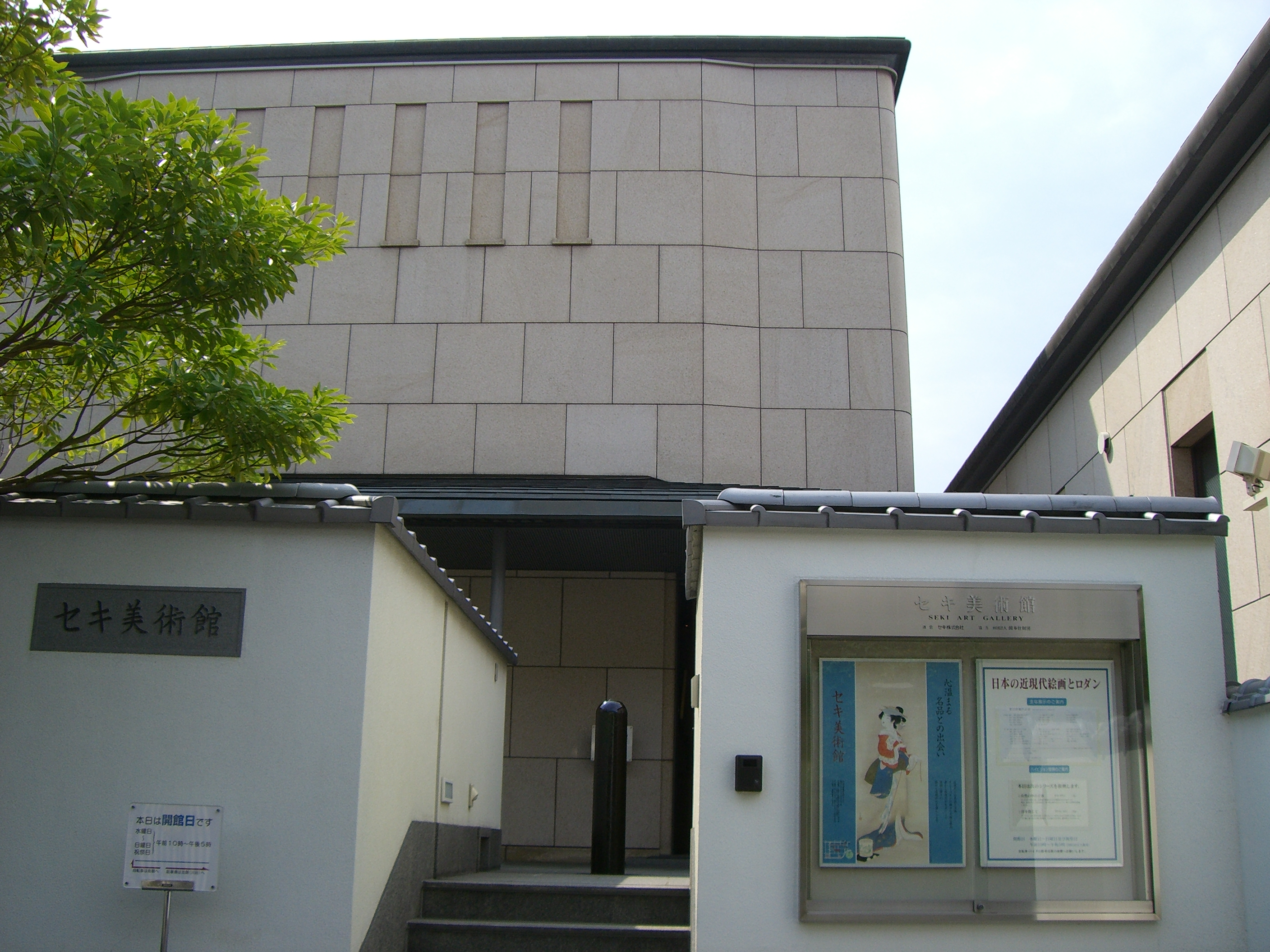
セキ美術館
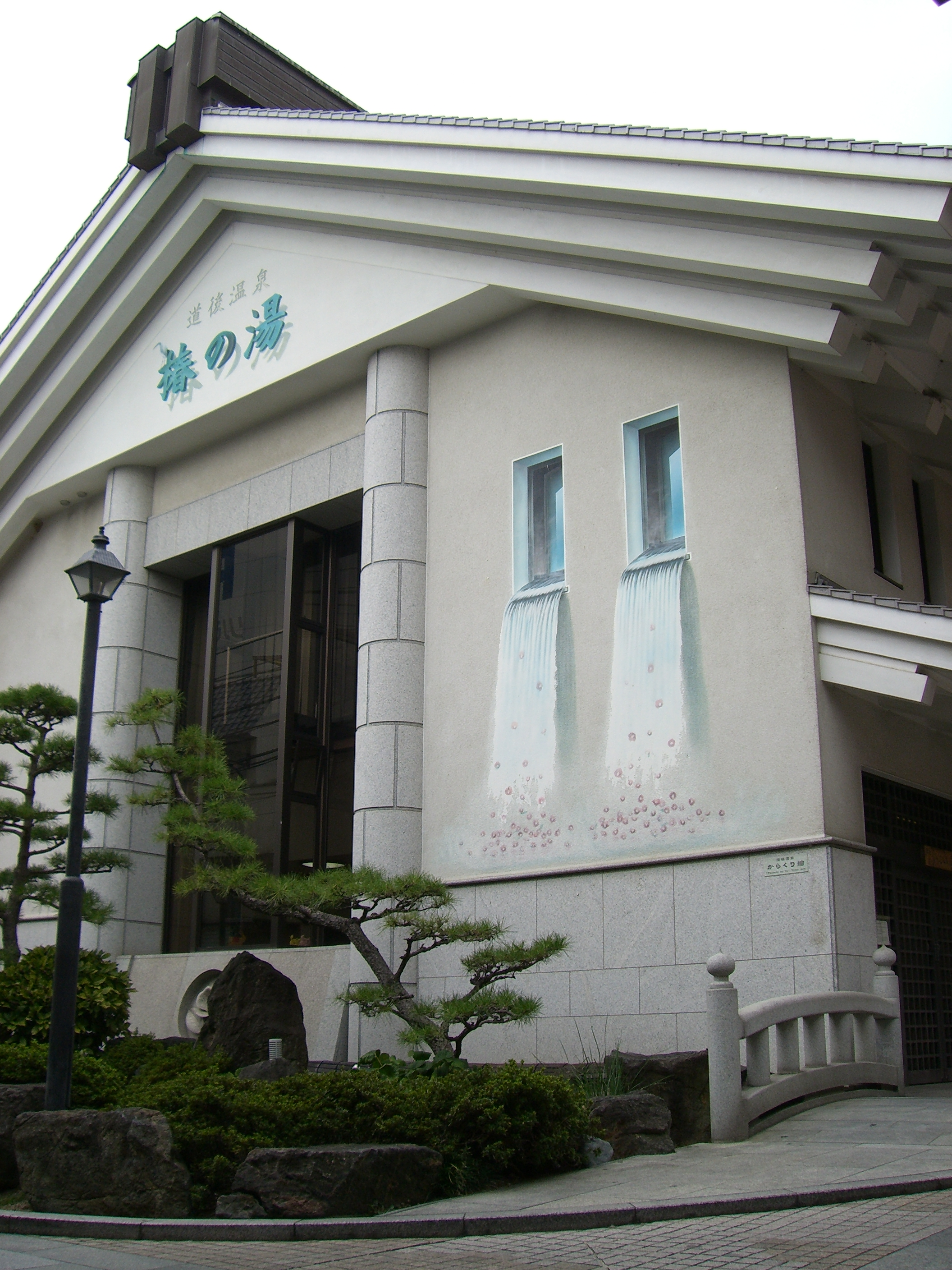
椿の湯（東側）
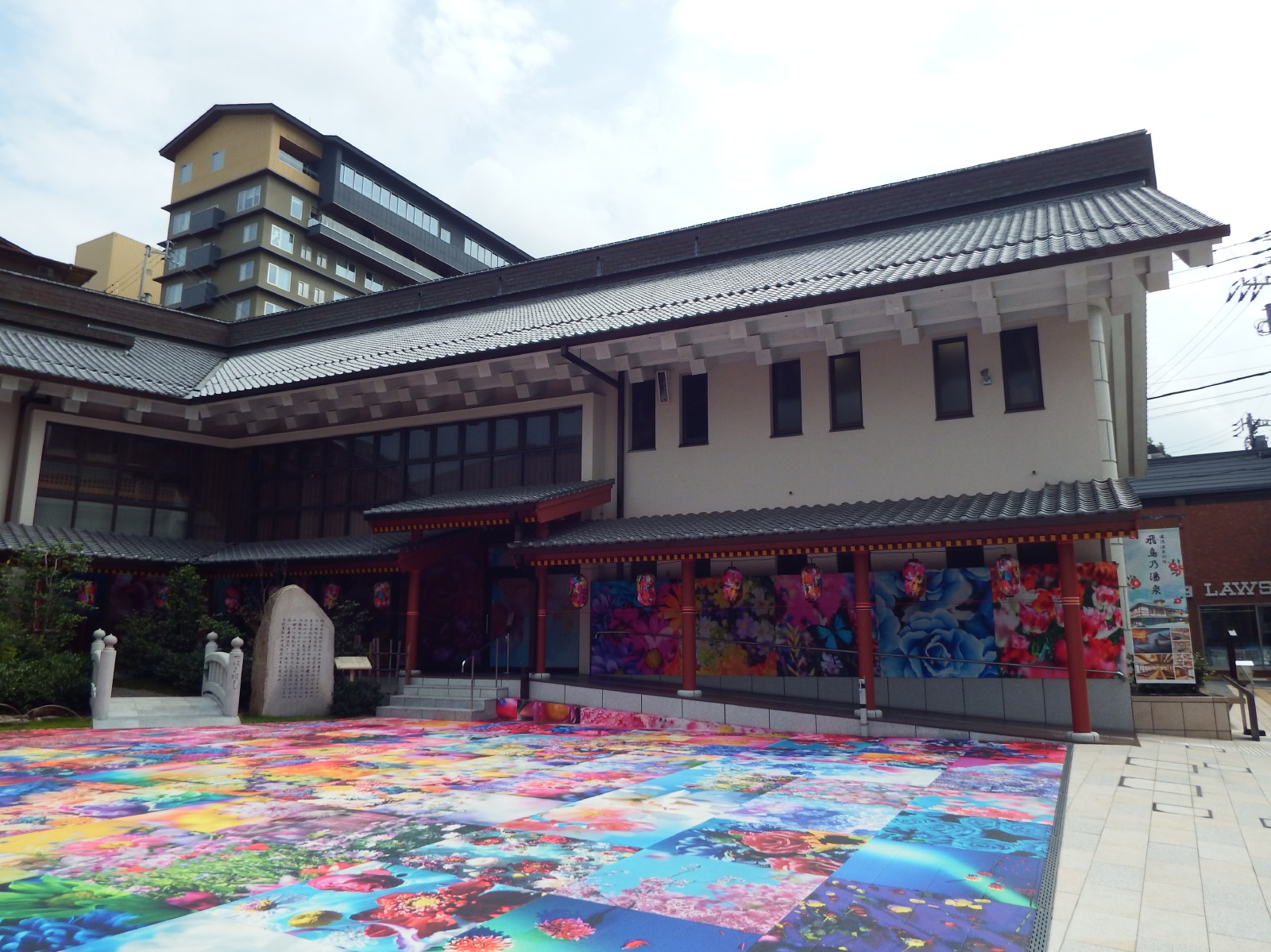
椿の湯（西側）
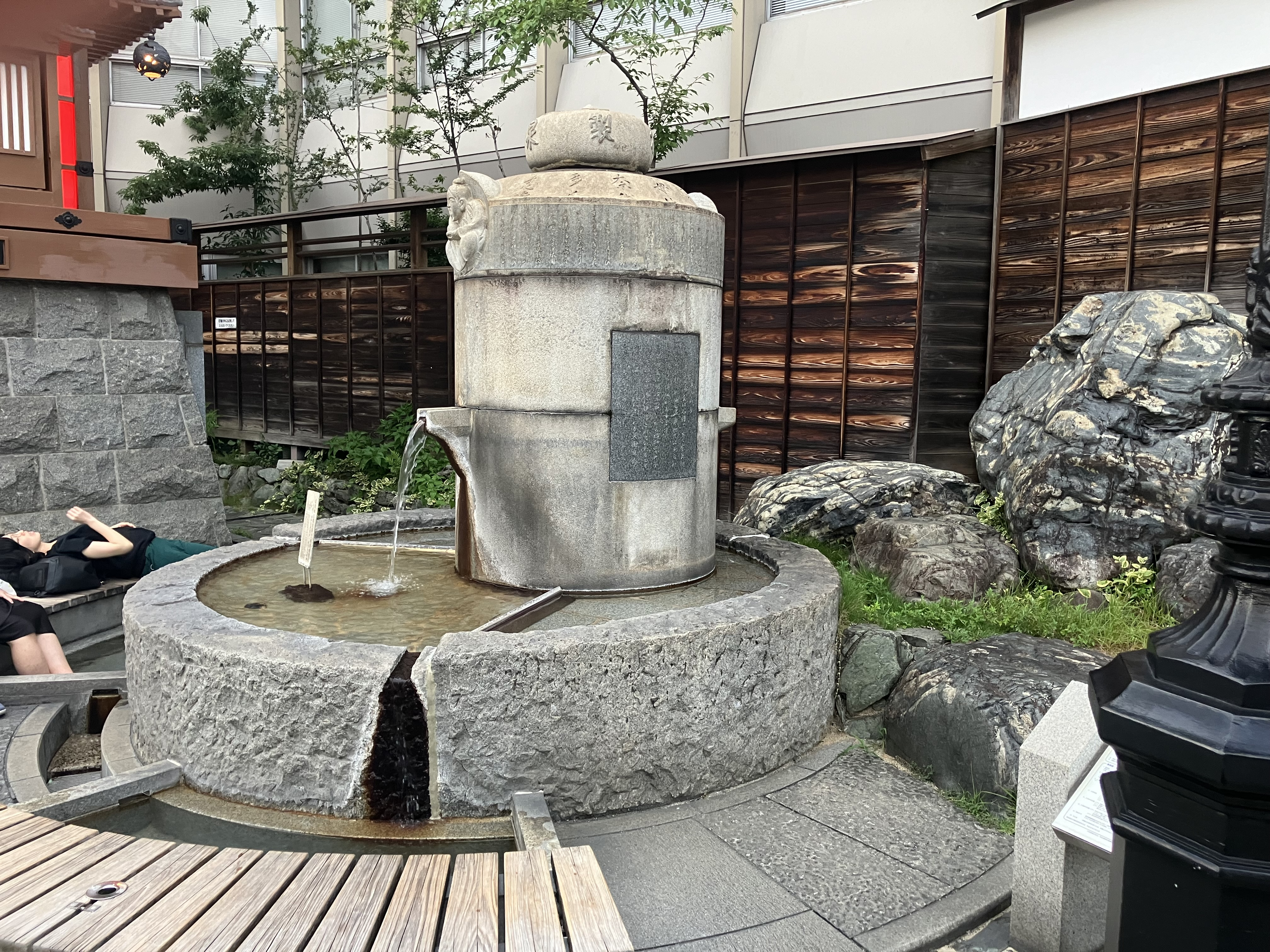
道後温泉のからくり時計前の足湯（2025年7月）

### 観光客数の推移
2010年5月、松山市の道後温泉の旅館の数がこの20年間で半減し、宿泊可能人数も3割程度減っていることが報道された。民間調査機関「いよぎん地域経済研究センター(IRC)」によると、「旅行需要は団体から小人数・個人に移行したが、道後温泉はバブル期前後に団体需要を踏まえた宴会場などの設備投資を進めた」と、低迷の原因を機動的な対応の遅れによるものと指摘している。道後温泉の旅館数は、1989年には58軒（収容人員9404人）だったが、2009年には31軒（同6665人）になった。
2022年1月から12月の道後温泉や松山城など松山市内8つの主要観光施設の入り込み客数は202万9200人だった。

## 周辺の宿
道後温泉本館の周辺には温泉旅館・ホテルが建ち並んでいる。巨艦ホテルはない。特に、本館からゆるやかな坂を上る県道の両側に比較的規模の大きいホテルが数館軒を並べている。小規模な旅館は、本館周辺および冠山の東側の道沿いに多い。なお、本館前の商店街もかつては旅館街であったが、自動車でのアクセスが一般的となり、また規模拡大を志向する中で、旅館は移転し、現在は土産物街となっている。

### 主な温泉旅館・ホテル
道後多幸町
- 道後館（瀬戸内海汽船グループ）
- 道後やや（JR四国ホテルグループ）

道後鷺谷町
- ホテル古湧園遥
- 宝荘ホテル 道後御湯
- 道後hakuro
- ホテル椿館

道後姫原
- 道後プリンスホテル

道後湯之町
- 道後温泉 ふなや
- 大和屋本店

岩崎町
- KKR道後ゆづき（国家公務員共済組合連合会）

道後姫塚
- 大江戸温泉物語 道後
  - 道後温泉旅館協同組合が源泉利用を拒否したため鈍川温泉の湯を利用[5]。

## 歴史

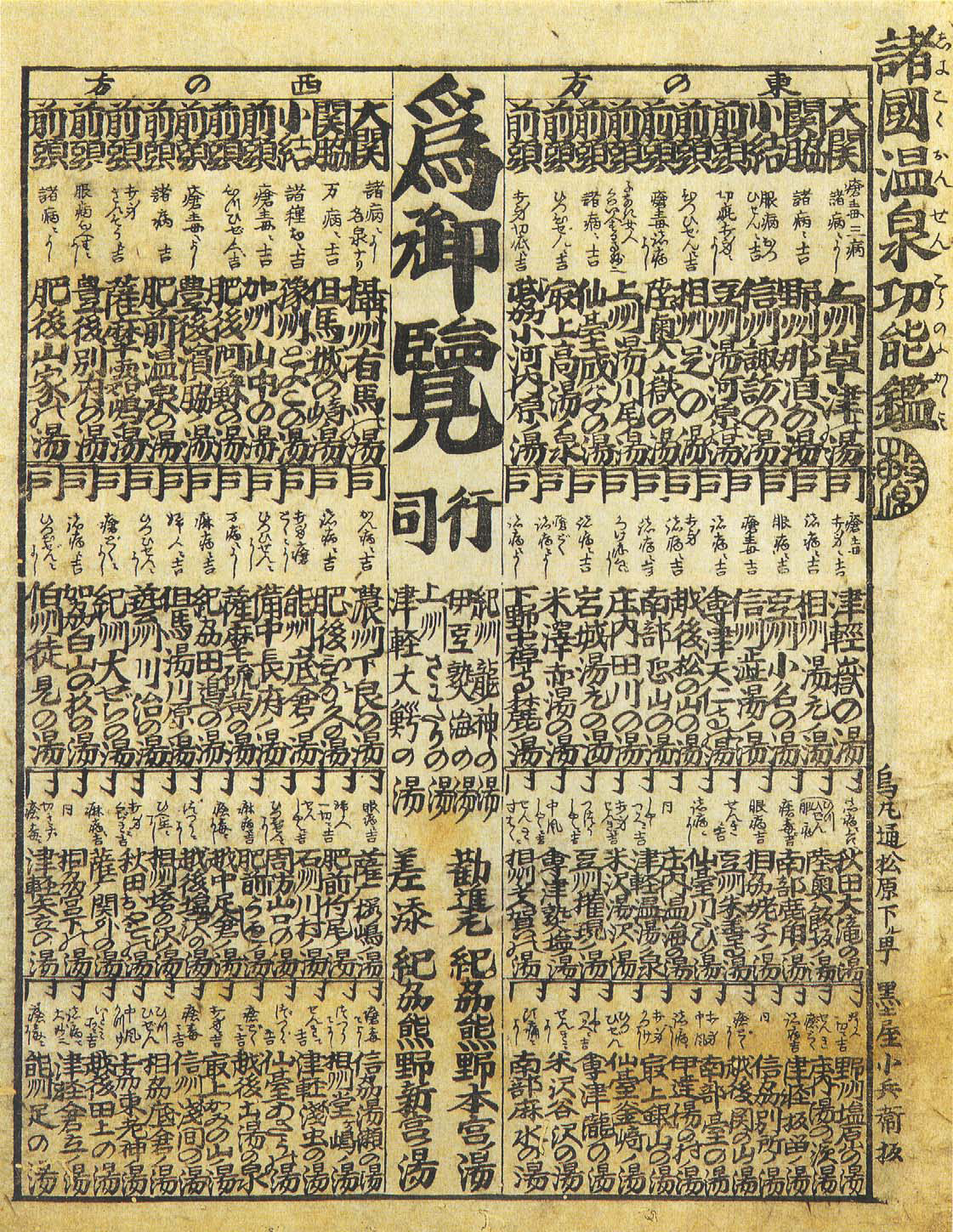
温泉番付では西の小結

道後温泉は、日本国内でもひときわ古い3000年もの歴史を持つといわれる温泉である（冠山から、約3000年前の縄文中期の土器・石鏃（せきぞく）が出土している）。神話の昔はもちろん、史実上の記録に登場する温泉として見ても、道後温泉は日本最古級の歴史を持つ。
歴史については、年表としては松山市道後温泉事務所 を、物語的には道後温泉旅館協同組合 を参照。

### 神話の時代から古代
白鷺伝説
昔、足を痛めた白鷺が岩の間から流れ出る湯に浸していたところ、傷は癒えて、飛び立って行くのを見て、村人が手を浸すと温かく、温泉であり、効能を確認したという伝説がある。これが道後温泉の発見とされる。
道後温泉のみならず、白鷺と温泉の縁は深く、各地の温泉の発見物語に白鷺が登場する。道後温泉ではさらに念の入ったことに、その白鷺が舞い降りた跡が残ったものとのいわれのある石（鷺石）があり、市内電車の駅前の放生園（ほうじょうえん）という小公園の一角に据えられている。
白鷺は道後温泉のシンボルの一つともなっており、道後温泉本館の周囲の柵にも白鷺をモチーフとした意匠がみられる。また、鷺谷という地名が残っている。
この白鷺は河野氏の象徴でもあり、従前の伊予の湯を後述する白鳳地震などで失って後、新しい伊予の湯としての道後温泉の誕生物語となったのではないかとする考えもある。
伊予国風土記逸文
日本神話の時代、大国主命と少彦名命が出雲の国から伊予の国へと旅していたところ、長旅の疲れからか少彦名命が急病に苦しんだ。大国主命は大分の「速見の湯」を海底に管を通して道後へと導き、小彦名命を手のひらに載せて温泉に浸し温めたところ、たちまち元気を取り戻し、喜んだ少彦名命は石の上で踊りだしたという。この模様を模して、湯釜の正面には二人の神様が彫り込まれている。
また、その上で舞ったという石は、道後温泉本館の北側に「玉の石」として奉られている。こちらにも、白鷺同様、命の「足跡」と伝えられる跡が残っている。なお、有馬温泉、玉造温泉ほか全国の各地に類似の伝説がある。
596年、厩戸皇子（聖徳太子）来湯
病気療養のため道後温泉に滞在したことが伊予国風土記逸文に記されている。皇子は伊佐爾波の岡に登り、風景と湯を絶賛し、記念に碑文を遺したとされる（伊予湯岡碑）。しかし今日までその現物は発見されておらず、道後温泉最大の謎とされている。14世紀に河野氏が湯築城造営の際に持ち去ったという説もある。椿の湯の南側の緑地にその模様を記した碑が建立されている。
これをはじめとして、『日本書紀』や伊佐爾波神社（八幡宮）の社伝などによると、景行天皇・仲哀天皇・神功皇后・舒明天皇・斉明天皇（皇極天皇）・中大兄皇子（後の天智天皇）・大海人王子（後の天武天皇）など多くの皇族が行幸したとされる。
7世紀
645年に大化の改新が行われると、現在の今治市の辺りに伊予国の国府が置かれ、京から見て国府よりも遠い地域は「道後」（←→道前、道中）と呼ばれたことから、後世になるとこの温泉のある一帯が特にそう呼ばれるようになった。
『日本書紀』の天武13年10月（684年）の条項に「時伊予湯泉（いよのゆ）没而不出」と見え、これは白鳳地震による地変で出湯が停止したことを示すものであり、同様の現象は宝永地震、安政南海地震、1946年南海地震でも見られ、出湯の一時停止は南海地震の特徴の一つである。ただし、この時停止した伊予湯泉や、上記の伊予国風土記逸文に現れる湯については、道後温泉のことであるかどうかは不明であり、異論もある。
中大兄皇子
白村江の戦いの前に中大兄皇子（後の天智天皇）が日本・百済連合軍を集結させた。
7世紀頃
2005年11月、松山市埋蔵文化財センターは、道後温泉本館の東隣の発掘調査現場から7世紀頃の地層に温泉の成分である高濃度の硫黄やアルカリ泉に存在するケイ藻の成分が含まれていたと発表した。史書に登場する温泉の存在を裏付ける史料ではないかと注目されている。

### 中世
- 1239年、宝厳寺に一遍生誕。
- 14世紀、河野氏が一帯を支配、湯築城を本拠地とする。

### 江戸時代
- 1635年（寛永12年）、松平氏の温泉経営始まる
  - 松山藩に松平定行が入ってから、道後温泉は定行ら代々の松平松山藩主により大きく整備された。「温泉経営の時代」である。
- 1707年10月28日（宝永4年10月4日） 宝永地震により湧出が止まり、湯神社などで祈祷が行われる（『味酒日記』）[9]。145日後の1708年3月21日（宝永5年閏正月29日）から少しずつ湧出し始め、4月23日（3月3日）には湯筒一杯湧くようになり、5月20日（4月1日）より元のように入浴が許可される（『堀江村記録』）[10]。
- 1795年（寛政7年）、小林一茶来湯
- 1854年12月24日（嘉永7年11月5日） 安政南海地震により湧出が止まり、祈祷が行われる。105日後の1855年4月8日(安政2年2月22日)から少しずつ湧出し始め、5月21日（4月6日）より元のように入浴が許可される（『転変奇説集』）[11]。
- 1862年（文久2年） - 緒方洪庵来湯[12]。

### 明治以降

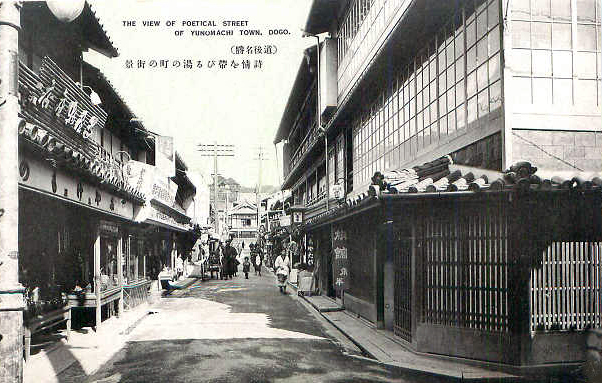
戦前の道後温泉街

- 1881年（明治14年） - 新島襄来湯[13]。
- 1894年（明治27年）、道後温泉本館落成
  - 温泉街の中心部に近代和風建築として斬新なデザインを持つ道後温泉本館が完成する。翌4月には松山中学の英語教師として温泉のある松山市に赴任した夏目漱石がその建築に感嘆し、手紙や、後の彼の作品『坊っちゃん』の中で絶賛している。
  - 手紙によれば、八銭の入浴料で「湯に入れば頭まで石鹸で洗って」もらうことができ、また3階に上れば「茶を飲み、菓子を食う」ことができたようである。この道後温泉本館は、現在でも道後温泉のシンボル的存在となっている。
- 1905年（明治38年） - 陸軍療養地となり、ロシア軍捕虜も入浴する[12]。
- 1909年（明治42年） - 伊藤博文来湯[14]。
- 1944年（昭和19年） - 道後湯之町、松山市と合併
- 1946年（昭和21年） - 南海地震により湯の湧出が一時止まったが38日後、少しずつ湧き出はじめる。
- 1950年（昭和25年） - 昭和天皇、入浴。
- 1956年（昭和31年） - 内湯創設記念式典が道後公会堂で執り行われる（当時、旅館62軒）
- 1966年（昭和41年） - 道後温泉本館三階に「坊っちゃんの間」開設。
- 1977年（昭和52年） - 道後村めぐり始まる
- 1986年（昭和61年） - 愛媛県県民文化会館オープン。
- 1988年（昭和63年）4月 - 瀬戸大橋開通、宿泊者数ピークに
- 1994年（平成6年） - 道後温泉本館が国の重要文化財に指定された。
  - 同年 本館建設百周年記念事業、からくり時計の設置、坊っちゃん列車復元運行（県民文化会館隣の空き地にて）
  - この頃から、道後温泉誇れるまちづくり推進協議会の活性化の取組みが始まる。
- 1994年（平成6年）8月 - 夏季異常渇水に見舞われる
- 1994年（平成6年）12月 - 道後温泉本館重要文化財指定
- 1996年（平成8年）3月 - 道後公園の整備計画まとまる。中世の史跡公園としての方向性示される。
- 1996年（平成8年） - 聖徳太子来湯1400年
- 1996年（平成8年）7月 - 振鷺閣から打ち鳴らされる刻太鼓（ときだいこ）が、「残したい日本の音風景100選」に選ばれる。
- 1996年（平成8年）7月 - 道後地ビール発売
- 1997年（平成9年）6月 - 冠山のニュー宝荘明け渡し完了、駐車場としての利用開始
- 1998年（平成10年）5月 - 観光ボランティアガイド活動開始
- 1999年（平成11年）5月 - 瀬戸内しまなみ海道開通
- 2001年（平成13年）3月 - 芸予地震発生（24日）、一旅館倒壊の被害
- 2001年（平成13年）10月 - 道後温泉商店街の愛称が「ハイカラ通り」に決まる
- 2001年（平成13年）12月 - 旅館の入り口付近に「足湯」の設置始まる。
- 2002年（平成14年）2月 - 道後温泉誇れるまちづくり推進協議会により活性化構想「DO!GO!21」構想を発表
- 2002年（平成14年）3月 - 放生園に体験足湯設置
- 2002年（平成14年）4月 - 道後公園湯築城跡オープン
- 2002年（平成14年）12月 - 放生園の足湯設置
- 2003年 - 塩素騒動勃発

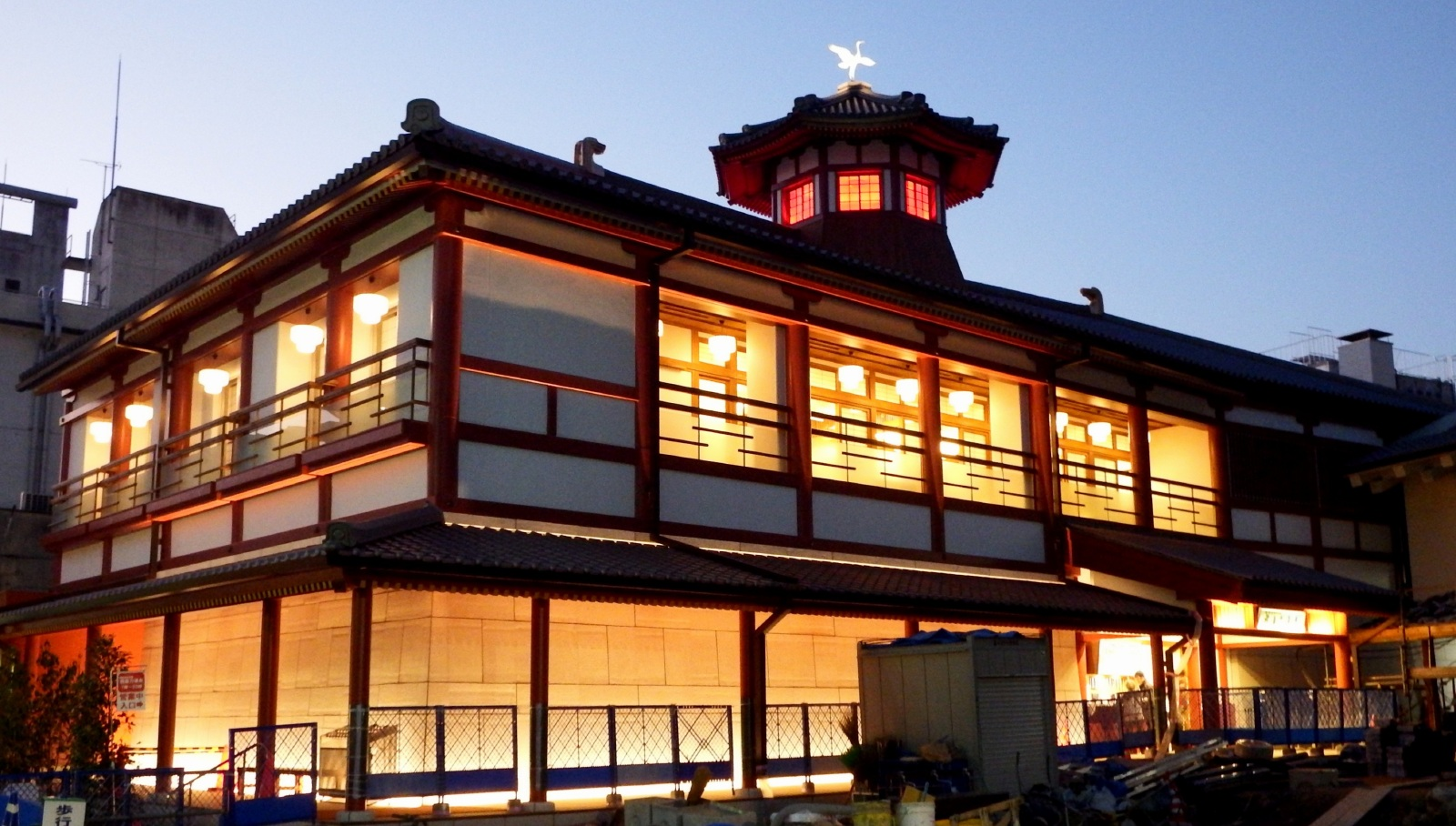
飛鳥乃湯

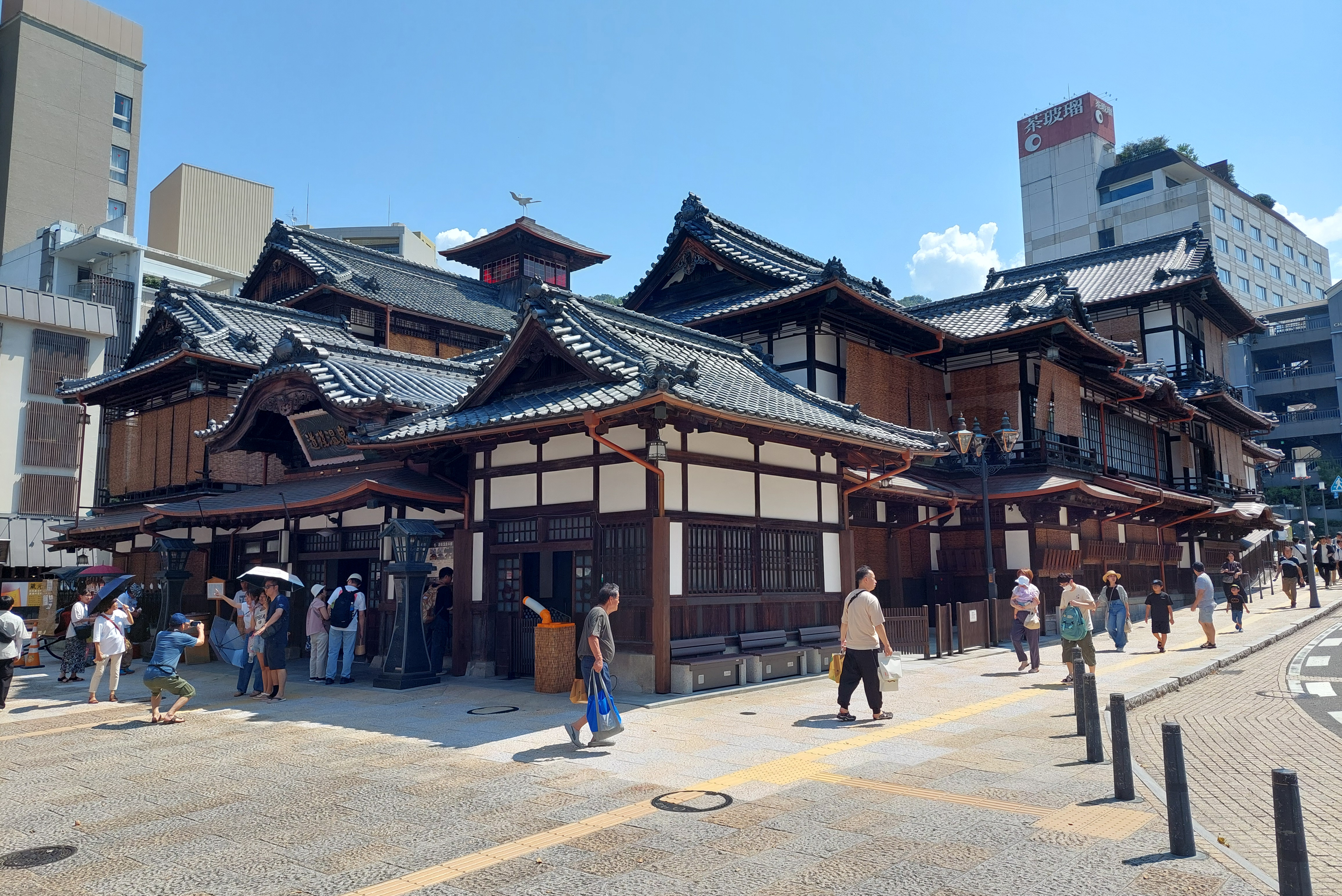
改修後の道後温泉本館（2024年8月）

- 2005年度、全国都市再生モデル調査の事業として、カジュアルフォトコンテスト、道後村めぐりワークショップ、景観を考えるシンポジウム等を実施した。
- 2005年（平成17年）1月 - ぎやまんの庭オープン
- 2005年（平成17年）7月 - にきたつの道朝市開始（以後、第4日曜日開催）
- 2006年（平成17年）3月 - 道後温泉商店街新アーケード完成
- 2006年（平成17年）3月 - 道後温泉本館保存修復検討委員会最終報告
- 2006年（平成17年）4月 - 夏目漱石の小説『坊っちゃん』発表百周年記念行事。本館東側空き地に「漱石坊っちゃん碑」設置
- 2007年（平成19年）3月 - 美しい日本の歴史的風土100選に松山城と共に選定
- 2007年（平成19年）8月 - 地域ブランド認定
- 2009年（平成21年）3月 - ミシュランガイド（観光地）日本編において「2つ星」[注釈 2]に選定
- 2009年（平成21年）4月 - 平成百景に選定された。
- 2017年（平成28年）3月 - 内湯創設60周年記念餅まきが本館で執り行われる。
- 2017年（平成29年）9月 - 新しい外湯「道後温泉別館 飛鳥乃湯」が開業。
- 2017年（平成29年）11月 - 第四分湯場が改築され、手湯と分湯施設見学ができるようになる。
- 2019年（平成31年）1月15日 - 道後温泉本館の保存修理工事が始まる[15]。
- 2024年（令和6年）7月11日 - 道後温泉本館が全館営業を再開[16]。

## 芸術作品における扱い
夏目漱石の『坊つちゃん』
正岡子規と交友のあった夏目漱石は、松山を舞台とした小説『坊つちやん』の中で道後温泉を取り上げており、道後温泉本館は「坊っちゃん湯」とも呼ばれる。明治28年4月に英語教師としてこの地に赴任した漱石は、子規や虚子としばしば道後に出かけ、「道後温泉はよほど立派なる建物にて、八銭出すと3階に上がり、茶を飲み、菓子を食い、湯に入れば頭まで石鹸で洗ってくれるような始末、随分結構に御座候」との手紙をしたためている。現在ある「坊っちゃんの間」は漱石をしのび造られたもので、娘婿松岡譲の命名になる。なお本館の東側には「坊つちやん」発表100年記念の石碑がある。
源氏物語に伊予の湯桁として登場
源氏物語の夕顔の巻に、伊予之介の上京を迎えて、「国の物語など申すに、湯桁は幾つと問わまほしく申せど……」とある。「伊予之介の（郷土の伊予の国の）」みやげ話などを聞きながら、あの有名な伊予の湯桁は幾つあるのかと、（光源氏が）聞いてみたくなった……」という意味で、当時の宮廷人や貴族階級など都人の会話の中で、非常にポピュラーな形で「伊予の湯桁」が登場していたことがうかがえる。
「湯桁」については、諸説あり、湯を張った浴槽そのものという説、湯壷と湯槽の中間的なもので、湯壷にいくつも板を縦に渡して、その上で沐浴を楽しんだという説、個人用の囲いという説、などがある。
『千と千尋の神隠し』のモデルとして
スタジオジブリのアニメ映画『千と千尋の神隠し』において、道後温泉本館が本作に登場する｢油屋｣のモデルの一つになったと明言されている。

## アクセス

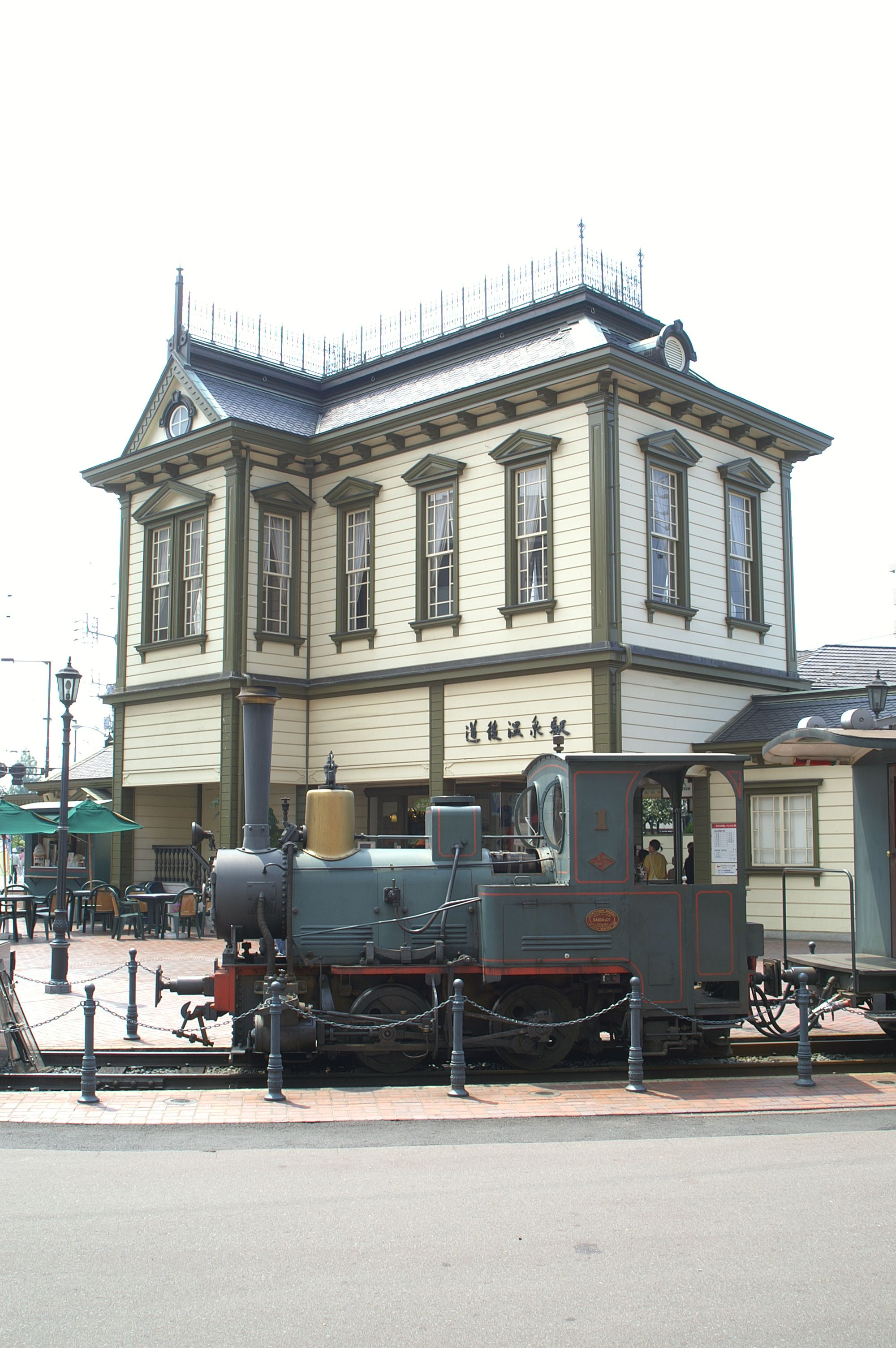
道後温泉駅と坊っちゃん列車

JR松山駅から
予讃線松山駅から伊予鉄道市内電車■5号線または坊っちゃん列車で道後温泉行き終点の道後温泉駅へ（約20分）。
伊予鉄道、松山市駅乗り換え
松山市駅から同じく市内電車■3号線または坊っちゃん列車で終点の道後温泉駅。
伊予鉄バス8番線東野経由道後温泉行 終点下車
伊予鉄バス52系統奥道後方面行き 道後温泉駅前下車。
松山空港から
松山空港から、JR松山駅などを経由し道後温泉駅前行きの空港リムジンバスが出ている。終点まで約40分。ほかに一般路線バス52系統が立ち寄る。
松山観光港から
松山観光港から、伊予鉄リムジンバスでJR松山駅前、松山市駅経由道後温泉駅前行 終点下車。所要約40分。
または徒歩10分の高浜駅から■高浜線で古町駅または大手町駅または松山市駅下車、路面電車および路線バス乗り換え。
車で
松山自動車道松山ICから、国道33号、松山東部環状線経由で約8km。
本館の隣の小高い山（冠山・かんむりやま）の上に市営の有料駐車場がある。ただし、道後温泉本館と椿の湯の利用者には1時間まで無料。
高速バス
- オレンジライナーえひめ号（東京線と名古屋線・大阪線の夜行便の1便のみ停車）。
- 道後エクスプレスふくおか